# Xu Yifan
Xu Yifan (徐一璠S, Xú YīfánP; Tientsin, 8 agosto 1988) è una tennista cinese.

## Carriera
Ottima doppista, ha vinto 13 titoli WTA, tra cui un Premier Mandatory (Miami 2017), un WTA '1000' (Indian Wells 2022) e un WTA Elite Trophy nel 2016; inoltre, ha raggiunto almeno i quarti di finale in tutti gli slam, cogliendo anche due finali a Wimbledon nel 2019 (con Dabrowski) e allo US Open nel 2020 (con Melichar), entrambe perse.
Nel doppio misto, ha raggiunto la sua prima finale major a Wimbledon nel 2023 assieme a Joran Vliegen, persa in tre set contro Pavić/Kičenok.
Ha vinto una medaglia d'oro nel doppio ai Giochi Asiatici di Giacarta 2018.

## Statistiche WTA

### Doppio

#### Vittorie (14)
| Legenda               | Legenda      |
| --------------------- | ------------ |
| Grande Slam (0)       |              |
| Ori Olimpici (0)      |              |
| WTA Finals (0)        |              |
| WTA Elite Trophy (1)  |              |
| Dal 2009 al 2020      | Dal 2021     |
| Premier Mandatory (1) | WTA 1000 (1) |
| Premier 5 (0)         | WTA 1000 (1) |
| Premier (5)           | WTA 500 (1)  |
| International (3)     | WTA 250 (2)  |

| N.  | Data              | Torneo                                   | Superficie  | Compagna           | Avversarie in finale                           | Punteggio           |
| 1.  | 22 settembre 2013 | Korea Open, Seul                         | Cemento     | Chan Chin-wei      | Raquel Kops-Jones Abigail Spears               | 7-5, 6-3            |
| 2.  | 9 agosto 2015     | Bank of the West Classic, Stanford       | Cemento     | Zheng Saisai       | Arantxa Parra Santonja Anabel Medina Garrigues | 6-1, 6-3            |
| 3.  | 18 ottobre 2015   | Tianjin Open, Tianjin                    | Cemento     | Zheng Saisai       | Darija Jurak Nicole Melichar                   | 6-2, 3-6, [10-8]    |
| 4.  | 6 novembre 2016   | WTA Elite Trophy, Zhuhai                 | Cemento (i) | İpek Soylu         | Yang Zhaoxuan You Xiaodi                       | 6-4, 3-6, [10-7]    |
| 5.  | 2 aprile 2017     | Miami Open, Miami                        | Cemento     | Gabriela Dabrowski | Sania Mirza Barbora Strýcová                   | 6-4, 6-3            |
| 6.  | 26 agosto 2017    | New Haven Open, New Haven                | Cemento     | Gabriela Dabrowski | Ashleigh Barty Casey Dellacqua                 | 3-6, 6-3, [10-8]    |
| 7.  | 12 gennaio 2018   | Sydney International, Sydney             | Cemento     | Gabriela Dabrowski | Latisha Chan Andrea Sestini Hlaváčková         | 6-3, 6-1            |
| 8.  | 30 giugno 2018    | Eastbourne International, Eastbourne     | Erba        | Gabriela Dabrowski | Irina-Camelia Begu Mihaela Buzărnescu          | 6-3, 7-5            |
| 9.  | 25 maggio 2019    | Nürnberger Cup, Norimberga               | Terra rossa | Gabriela Dabrowski | Sharon Fichman Nicole Melichar                 | 4-6, 7-6(5), [10-5] |
| 10. | 17 gennaio 2020   | Adelaide International, Adelaide         | Cemento     | Nicole Melichar    | Gabriela Dabrowski Darija Jurak                | 2-6, 7-5, [10-5]    |
| 11. | 19 marzo 2022     | Indian Wells Open, Indian Wells          | Cemento     | Yang Zhaoxuan      | Asia Muhammad Ena Shibahara                    | 7-5, 7-6(4)         |
| 12. | 7 agosto 2022     | Silicon Valley Classic, San Jose         | Cemento     | Yang Zhaoxuan      | Chan Hao-ching Shūko Aoyama                    | 7-5, 6-0            |
| 13. | 27 maggio 2023    | Internationaux de Strasbourg, Strasburgo | Terra rossa | Yang Zhaoxuan      | Desirae Krawczyk Giuliana Olmos                | 6-3, 6-2            |
| 14. | 24 agosto 2024    | Tennis in the Land, Cleveland            | Cemento     | Cristina Bucșa     | Shūko Aoyama Eri Hozumi                        | 3-6, 6-3, [10-6]    |

#### Sconfitte (11)
| Legenda              | Legenda               | Legenda      |
| -------------------- | --------------------- | ------------ |
| Grande Slam (2)      |                       |              |
| Argenti Olimpici (0) |                       |              |
| WTA Finals (0)       |                       |              |
| WTA Elite Trophy (0) |                       |              |
| Prima del 2009       | Dal 2009 al 2020      | Dal 2021     |
| Tier I (0)           | Premier Mandatory (2) | WTA 1000 (1) |
| Tier II (2)          | Premier 5 (1)         | WTA 1000 (1) |
| Tier III (0)         | Premier (0)           | WTA 500 (0)  |
| Tier IV (0)          | International (2)     | WTA 250 (1)  |
| Tier V (0)           | International (2)     | WTA 250 (1)  |

| N.  | Data              | Torneo                            | Superficie  | Compagna           | Avversarie in finale                       | Punteggio        |
| 1.  | 10 settembre 2007 | China Open, Pechino               | Cemento     | Han Xinyun         | Chuang Chia-jung Hsieh Su-wei              | 6(3)-7, 2-6      |
| 2.  | 22 settembre 2008 | China Open, Pechino (2)           | Cemento     | Han Xinyun         | Anabel Medina Garrigues Caroline Wozniacki | 1-6, 3-6         |
| 3.  | 9 gennaio 2016    | Shenzhen Open, Shenzhen           | Cemento     | Zheng Saisai       | Vania King Monica Niculescu                | 1-6, 4-6         |
| 4.  | 16 ottobre 2016   | Tianjin Open, Tianjin             | Cemento     | Magda Linette      | Christina McHale Peng Shuai                | 6(8)-7, 0-6      |
| 5.  | 7 ottobre 2018    | China Open, Pechino (3)           | Cemento     | Gabriela Dabrowski | Andrea Sestini Hlaváčková Barbora Strýcová | 6-4, 4-6, [8-10] |
| 6.  | 11 maggio 2019    | Madrid Open, Madrid               | Terra rossa | Gabriela Dabrowski | Hsieh Su-wei Barbora Strýcová              | 3-6, 1-6         |
| 7.  | 14 luglio 2019    | Torneo di Wimbledon, Londra       | Erba        | Gabriela Dabrowski | Hsieh Su-wei Barbora Strýcová              | 2-6, 4-6         |
| 8.  | 29 agosto 2020    | Cincinnati Open, New York         | Cemento     | Nicole Melichar    | Květa Peschke Demi Schuurs                 | 1-6, 6-4, [4-10] |
| 9.  | 11 settembre 2020 | US Open, New York                 | Cemento     | Nicole Melichar    | Laura Siegemund Vera Zvonarëva             | 4-6, 4-6         |
| 10. | 13 marzo 2021     | Dubai Tennis Championships, Dubai | Cemento     | Yang Zhaoxuan      | Alexa Guarachi Darija Jurak                | 0-6, 3-6         |
| 11. | 24 maggio 2024    | Marocco Open, Rabat               | Terra rossa | Anna Danilina      | Irina Chromačëva Jana Sizikova             | 3-6, 2-6         |

### Doppio misto

#### Sconfitte (1)
| Legenda                 |
| ----------------------- |
| Australian Open (0)     |
| Open di Francia (0)     |
| Torneo di Wimbledon (1) |
| US Open (0)             |
| Argenti Olimpici (0)    |

| N. | Anno           | Torneo                      | Superficie | Compagno      | Avversari in finale         | Punteggio        |
| 1. | 13 luglio 2023 | Torneo di Wimbledon, Londra | Erba       | Joran Vliegen | Ljudmyla Kičenok Mate Pavić | 4-6, 7-6(9), 3-6 |

## Circuito WTA 125

### Doppio

#### Vittorie (1)
| N. | Data            | Torneo                        | Superficie | Compagna   | Avversarie in finale          | Punteggio |
| 1. | 3 novembre 2013 | Nanjing Ladies Open, Nanchino | Cemento    | Misaki Doi | Zhang Shuai Jaroslava Švedova | 6-1, 6-4  |

#### Sconfitte (1)
| N. | Data           | Torneo                 | Superficie | Compagna      | Avversarie in finale            | Punteggio   |
| 1. | 27 luglio 2014 | Jiangxi Open, Nanchang | Cemento    | Chan Chin-wei | Chuang Chia-jung Junri Namigata | 6(4)-7, 3-6 |